# Brulya község
Brulya község (románul: Comuna Bruiu) község Romániában, Szeben megye keleti határán. 1968-ban hozták létre; központja Brulya, beosztott falvai Gerdály és Mártonhegy.

## Fekvése
Szeben megye keleti határán helyezkedik el, dombos vidéken. Szomszédai nyugatra és északra Kürpöd község, délnyugatra Alsóárpás község, keletre és délre Brassó megye. A községközpont távolsága a megyeszékhely Nagyszebentől 60 (légvonalban 45) kilométer.
Mindhárom falu az úgynevezett Kampestwänkel (Káposzta-sarok) területén helyezkedik el, amely híres volt gazdag zöldségterméséről (a negyedik falu, Kisprázsmár, Brassó megyébe került). A Kampestwänkel az Oláhújfalunál jobbról az Oltba ömlő Brulya-patak völgyében fekszik, amely Kisprázsmár felett ered, Brulya alatt magába fogad egy Gerdály felől érkező kisebb patakot, majd délnyugatra tart Mártonhegy felé. Brulya bizonyos értelemben a Kampestwänkel fő falva.
Az évi középhőmérséklet 8-9 fok, a csapadék 600-650 mm. Bár közel van a Fogarasi-havasokhoz, a környező magas dombok megvédik a falvakat a hegyek felől érkező erős szelektől, hóviharoktól. A térségre a lombhullató erdők, a tölgyes és a bükkös terület találkozása jellemző. A növényzetet főként tölgy, gyertyán, bükk, éger alkotja, a fauna nagyobb képviselői pedig a szarvasok, vaddisznók, őzek, farkasok, rókák, nyulak.

## Népessége
1850-től a községet alkotó falvak népessége az alábbiak szerint alakult:
| Lakosok száma | 2746 | 2593 | 2586 | 2479 | 2828 | 1746 | 874  | 795  | 703  | 671  |
|               | 1850 | 1880 | 1900 | 1920 | 1941 | 1977 | 1992 | 2002 | 2011 | 2021 |

A 2011-es népszámlálás adatai alapján a község népessége 703 fő volt, melyből 594 vallotta magát románnak, 65 cigánynak, 17 németnek, 8 magyarnak. Vallási hovatartozás szempontjából 604 ortodox, 49 adventista, 17 evangélikus, 10 református.

## Története
Mindhárom falu a 12–13. században alakult ki szász telepesekkel. A 20. századtól masszív elvándorlás jellemzi őket, a szász lakosság kivándorolt. Gerdály szinte teljesen elnéptelenedett.

## Nevezetességei
A község területéről az alábbi épületek szerepelnek a romániai műemlékek jegyzékében:
- brulyai erődtemplom (SB-II-a-A-12341)
- mártonhegyi erődtemplom (SB-II-m-A-12564)
- gerdályi erődtemplom (SB-II-a-B-12391)
- gerdályi Szent Miklós-templom (SB-II-m-B-21016)